# اس‌سی‌آ
اس‌سی‌آ (به سوئدی: SCA) یا شرکت سلولز سوئدی، (به سوئدی: Svenska Cellulosa Aktiebolaget) یک شرکت سوئدی تولیدکننده انواع کالاهای مصرفی و همچنین تولیدکننده کاغذ و خمیر کاغذ می‌باشد، که دفتر مرکزی آن در شهر سوندسوال، سوئد قرار دارد.
تعداد کارکنان این شرکت، در حدود ۴۵ هزار نفر است و در سال مالی ۲۰۱۱ گردش مالی آن معادل ۱۰۷ میلیارد کرون (۱۱ میلیارد یورو) برآورد شده‌است.
محصولات عمده شرکت اس‌سی‌آ عبارتند از: محصولات مراقبت شخصی، انواع دستمال‌های کاغذی (دستمال توالت، حوله آشپزخانه، دستمال، دستمال سفره و غیره)، کاغذ، محصولات چوبی و سوخت‌های زیستی.
بزرگترین بازارهای این شرکت در کشورهای: آلمان، انگلستان، ایالات متحده، فرانسه، سوئد، ایتالیا، هلند، اسپانیا، دانمارک، استرالیا، مکزیک و بلژیک متمرکز می‌باشد.
شرکت اس‌سی‌آ بزرگترین مالک خصوصی مراتع جنگلی در اروپا می‌باشد، که مالکیت بیش از ۲٫۶ میلیون هکتار جنگل در مناطق مختلف اروپا را در اختیار دارد.